# ستيفن كورك
ستيفن كورك (28 مايو 1983 بأديلايد في أستراليا - ) (بالإنجليزية: Steven Crook)‏ هو لاعب كريكت أسترالي. لعب مع نادي مقاطعة لانكشر للكريكت ‏ ونادي مقاطعة ميدلسكس للكريكت ‏ ونادي مقاطعة نورثامبتونشير للكريكت ‏.

## وصلات خارجية
- ستيفن كورك على موقع إي آس بي آن كريك إنفو (الإنجليزية)